# 女神候補生
《女神候補生》是杉崎由綺琉在1997年於《Comic Gum》月刊所連載的日本漫畫。於2000年改編成電視動畫，最初預定製作26話，因预算缘故只製作播放12話。

## 故事簡介
星曆4088年，由於人類犯錯而引起星系危機，人類喪失了大多數的行星；人類只能居住在宇宙殖民地，唯一殘留下來的行星「ZION」是人類最後的希望，但是ZION遭受神秘生物「威克提姆」的侵略。為了對抗威克提姆的侵略，人類製造了巨大人型武器「英格利德」來保護ZION。五架英格利德被尊稱為「女神」，只有具備「特殊能力」（簡稱「EX」）者才能成為女神的駕駛員。為了培養女神駕駛員，人類在宇宙中建造了養成機構「G.O.A.」。
星曆5030年，傑洛·苑名（Zero Enna）從偏遠的殖民地前往G.O.A.，成為候補生。當天正是五架女神及其駕駛員齊聚G.O.A.的日子。在G.O.A.中迷路的傑洛來到機庫，看見了女神伊娃·莉娜（Eeva Leena）。在正常情形下，女神們的配備與維修都只能配合各自的專屬駕駛員，不是專屬駕駛員的人無法搭乘女神；但不知何故，伊娃·莉娜竟然認同初次見面的傑洛為其駕駛員，將傑洛吸進駕駛艙內開始「連接」。在「連接」過程中痛苦不堪的傑洛，在朦朧的意識中聽見了伊娃·莉娜的聲音……

## 登場人物
- 配音員順序為動畫版 / 廣播劇CD版。

### 女神候補生
傑洛·苑名（苑名零）（配音員：小尾元政 / 福山潤）
男主角，15歲，是一位「女神」候補生，編號88號，個性開朗直率，夢想成為「女神」的駕駛者。有「無重力恐懼症」，在拍擋的幫助下慢慢克服。在身體檢查中，被發現完全沒有用原子修補的部分，是「完全體」。
克雷·克里夫·佛特蘭（配音員：吉野裕行 / 白石稔）
15歲，是一位「女神」候補生，編號89號，帶著眼鏡個性冷靜，雖然體力不如其他的候補生，不過頭腦相當發達。
希多·古那（配音員：千葉進步 / 小野坂昌也）
15歲，是一位「女神」候補生，編號87號，個性陰沉冷酷，對其他人的態度相當冷漠，企圖成為「女神」的駕駛者。
山義·櫛田（配音員：陶山章央 / 田中一成）
15歲，是一位「女神」候補生，編號86號，由於很在意自己的身高，因此不喜歡被叫矮子。
路茲·澤村（配音員：大本命 / 保志總一朗）
15歲，是一位「女神」候補生，編號85號。開始時被判別為「超重」十五公斤，接受了拍擋的特別減肥課程，回復標準體重，同時發現自己的特殊能力。
亞次·威爾尼·寇克多（配音員：野島健兒）
14歲，是一位上級生，編號05號，也是候補生中成績最好的一位，爾尼斯特·科雷的弟弟。

### 候補維修師
基娜·涂利克（配音員：長澤美樹）
15歲，為女神的候補維修師，獸耳是其特徵，搭配的駕駛員是傑洛·苑名。
伊克妮·亞歷克多（配音員：釘宮理惠）
為女神的候補維修師，帶著眼鏡的內向少女，搭配的駕駛員是希多·古那。
塚沙·庫夏（配音員：天野由梨）
為女神的候補維修師，黑色長髮，身高較其他人還高，搭配的駕駛員是山義·櫛田。
蕾卡·多辛格（配音員：涌澤利香）
為女神的候補維修師，藍色短髮，搭配的駕駛員是路茲·澤村。
早紀·御森（配音員：千葉千恵巳）
為女神的候補維修師，紅髮雙馬尾，搭配的駕駛員是克雷·克里夫·佛特蘭。

### 女神駕駛員
蒂拉·札因·愛爾梅斯（配音員：天野由梨、井上喜久子（OVA）/ 冬馬由美）
15歲，為女神原型機「耶恩·拉提艾絲」的駕駛員，也是唯一一位女性駕駛員，在5位駕駛員中地位最高。
加爾伊斯·艾利多（配音員：高木涉 / 岸尾大輔）
17歲，為女神「伊娃·莉娜」的駕駛員，自信心相當強烈。
里歐利特·威爾吉那（配音員：遠近孝一）
16歲，為女神「亞姬·基邁雅」的駕駛員，行動能力相當強。
爾尼斯特·科雷（配音員：柏倉努 / 置鮎龍太郎）
17歲，為女神「露瑪·克雷因」的駕駛員，具有強烈的精神感應能力。
優·緋座（緋座優）（配音員：石田彰）
16歲，為女神「泰利雅·卡利斯托」的駕駛員，相當沉默寡言。

### 維修師
莉娜·藤村（配音員：嘉數由美）
18歲，為女神「伊娃·莉娜」的維修師。
芙爾弗雷拉·蒂德（配音員：半場友惠）
17歲，為女神「亞姬·基邁雅」的維修師。
丘恩·優格（配音員：白鳥由里）
14歲，為女神「露瑪·克雷因」的維修師。
妃·緋座（緋座一妃）（配音員：川澄綾子）
15歲，為女神「泰利雅·卡利斯托」的維修師。優·緋座的妹妹。

### G.O.A.人士
東·肘方（配音員：藤原啓治）
G.O.A.的第1級教官。
莉魯·克勞福德（配音員：小山茉美）
G.O.A.的醫生，負責管理候補生的身體狀況。
校長（配音員：田中正彥）

## 用語
- GOA

Goddess Operator Academy，訓練女神駕駛員的地方，收容了三千多人。
在GOA內使用EX及吵架動粗的，與在旁觀看的人同樣有罪，會被扣五分，當扣至五十分的時候有機會受到退學的處分。
候補生剛進入GOA時，需接受各種身體的檢查。首先是運動能力的極限檢查，以嚴苛運動中的身體異常，來調查整個人的綜合運動能力。檢查內容分為九個階段，包括﹕瞬間爆發力、持久力、跳躍力、反射神經、握力、腕力、背肌、仰臥起坐、韻律感。
- EX中和系統

在GOA中，用作壓制各候補生的EX。
- 括巴爾

實戰測驗用的模擬裝置，是一種體感模擬的作戰模式。

## 出版書籍
單行本
| 集數 | Wani Books     | Wani Books         | 尖端出版社    | 尖端出版社         |
| 集數 | 發售日期       | ISBN               | 發售日期      | ISBN               |
| ---- | -------------- | ------------------ | ------------- | ------------------ |
| 1    | 1997年10月25日 | ISBN 4-8470-3254-3 | 2000年1月31日 | ISBN 957-10-2128-8 |
| 2    | 1998年7月24日  | ISBN 4-8470-3288-8 | 2000年1月31日 | ISBN 957-10-2129-6 |
| 3    | 1999年5月24日  | ISBN 4-8470-3312-4 | 2000年2月28日 | ISBN 957-10-2173-3 |
| 4    | 2000年2月24日  | ISBN 4-8470-3338-8 | 2000年6月1日  | ISBN 957-10-2236-5 |
| 5    | 2001年11月26日 | ISBN 4-8470-3421-X | 2002年1月28日 | ISBN 957-10-2448-6 |

新裝版
| 集數 | Wani Books    | Wani Books         |
| 集數 | 發售日期      | ISBN               |
| ---- | ------------- | ------------------ |
| 1    | 2005年8月25日 | ISBN 4-8470-3514-3 |
| 2    | 2005年8月25日 | ISBN 4-8470-3515-1 |
| 3    | 2005年8月25日 | ISBN 4-8470-3516-X |
| 4    | 2005年9月24日 | ISBN 4-8470-3519-4 |
| 5    | 2005年9月24日 | ISBN 4-8470-3520-8 |

## 電視動畫

### 製作人員
- 原作：杉崎由綺琉
- 系列構成：桶谷顯
- 科幻設定：堺三保
- 人物設計：山岡信一
- 主要機械設計：武半慎吾、石垣純哉
- 總作畫監督：山岡信一
- 特技監修：前田明寿
- 美術監督：小山俊久
- 色彩設定：金丸ゆう子
- 音響監督：三間雅文
- 音樂：朝川朋之
- 助監督：星合貴彦
- 監督：本郷みつる
- 旁白：小山茉美
- 製作群：石田智巳、佐藤徹、高梨實
- 3D制作：IKIF+、Production I.G
- 動畫制作: XEBEC
- 製作：Bandai Visual、Wani Books、ING、XEBEC

### 主題曲
片頭曲『希望の星をめざせ！』
作曲・編曲：朝川朋之
片尾曲『チャンス』
作詞：富田京子／作曲：小泉恒平／編曲：小野澤篤／歌：小泉恒平
第12話片尾曲『かがやき』
作詞：桶谷顕／作曲・編曲：朝川朋之／歌：小泉恒平

### 各話列表
| 話數          | 日文標題 | 中文標題 | 腳本   | 分鏡       | 演出       | 作畫監督        | 播放日期       |
| ------------- | -------- | -------- | ------ | ---------- | ---------- | --------------- | -------------- |
| CURRICULUM 00 |          | 接續     | 桶谷顯 | 本鄉滿     | 本鄉滿     | 山岡信一        | 2000年 1月10日 |
| CURRICULUM 01 |          | 同調     | 桶谷顯 | 西村博之   | 金容範     | 岸本誠司 金容範 | 1月17日        |
| CURRICULUM 02 | EX       | EX       | 桶谷顯 | 星合貴彥   | 星合貴彥   | 本橋秀之        | 1月24日        |
| CURRICULUM 03 |          | 自覺     | 桶谷顯 | 木村真一郎 | 木村真一郎 | 植田實          | 1月31日        |
| CURRICULUM 04 |          | 搭檔     | 桶谷顯 | 原博       | 佐土原武之 | 日向正樹        | 2月7日         |
| CURRICULUM 05 |          | 默契     | 桶谷顯 | 西村博之   | 真野玲     | 玉川達文        | 2月14日        |
| CURRICULUM 06 | PRO-ING  | PRO-ING  | 桶谷顯 | 星合貴彥   | 星合貴彥   | 本橋秀之        | 2月21日        |
| CURRICULUM 07 |          | 陸戰     | 桶谷顯 | 西村博之   | 成田歲法   | 伊東克修        | 2月28日        |
| CURRICULUM 08 |          | 死       | 桶谷顯 | 西村博之   | 須藤隆     | 河野利幸        | 3月6日         |
| CURRICULUM 09 |          | 夢       | 堺三保 | 星合貴彥   | 星合貴彥   | 日向正樹        | 3月13日        |
| CURRICULUM 10 |          | 嫉妒     | 桶谷顯 | 志水淳兒   | 玉川達文   | 玉川達文        | 3月20日        |
| CURRICULUM 11 |          | 漂流     | 桶谷顯 | 西村博之   | 成田歲法   | 伊東克修        | 3月27日        |
| CURRICULUM 12 |          | 夥伴     | 桶谷顯 | 西村博之   | 成田歲法   | 伊東克修        | （OVA）        |

## 相關商品

### 雜誌書
動畫設定資料集。收錄中斷製作時工作人員的相關訪談。
- 《女神候補生設定資料集》（女神候補生ビジュアルブック）

日文版：2000年4月發售、ISBN 4-8470-2566-0（Wani Books）
中文版：2002年10月21日發售、EAN 471-9863-04046-2（尖端出版）游若琪譯

### CD
ビクターエンタテインメントより發售。
- 「チャンス」 小泉恒平 2000年2月2日發售
- 「女神候補生 サントラ」 2000年3月23日發售
- 「発進前夜 〜Get a dream!〜」 2000年1月21日發售
  - 出演声優によるイメージソング。
- 「女神候補生 ドラマアルバム」 2000年7月26日發售
- 「decade 〜Yukiru Sugisaki 10th Anniversary〜」2005年
  - 杉崎ゆきるの10周年記念に発売された。ほかにもDNANGELやりぜるまいん、ラグーンエンジンのキャラが登場。ゼロ役が福山潤になったり、他の登場声優が兼ね役をやるなど 一部キャストが変わっている。

### DVD
バンダイビジュアルより發售。「スペシャルカリキュラム」は、最終13話をOVAとしてリリースしたもの。
- 「女神候補生 Vol.1」 2000年4月25日發售
- 「女神候補生 Vol.2」 2000年5月25日發售
- 「女神候補生 Vol.3」 2000年6月25日發售
- 「女神候補生 Vol.4」 2000年7月25日發售
- 「女神候補生 スペシャルカリキュラム」 2002年5月25日發售

## 外部連結
- 女神候補生在動畫新聞網的百科全书中的资料